# Kasiya
Kasiya es una ciudad censal situada en el distrito de Kaushambi en el estado de Uttar Pradesh (India). Su población es de 8490 habitantes (2011). 

## Demografía
Según el censo de 2011 la población de Kasiya era de 8490 habitantes, de los cuales 4413 eran hombres y 4077 eran mujeres. Kasiya tiene una tasa media de alfabetización del 61%, inferior a la media estatal del 67,68%: la alfabetización masculina es del 72,21%, y la alfabetización femenina del 48,74%.